# Zoltán Szlezák
Zoltán Szlezák (ur. 26 grudnia 1967 w Balassagyarmat) – węgierski piłkarz grający na pozycji obrońcy, trener piłkarski.

## Kariera
Seniorską karierę rozpoczynał w 1987 roku w Újpescie Budapeszt. W klubie tym grał bez przerwy do 2001 roku, rozgrywając w tym okresie 353 ligowe mecze. Następnie przez pół roku był zawodnikiem Videotonu, po czym wrócił do Újpestu. Karierę zawodniczą kończył w klubie Újpest-Fót. Z Újpestem dwukrotnie zdobył mistrzostwo (1989/1990, 1997/1998) oraz Puchar Węgier (1991/1992, 2001/2002). Ponadto w latach 1994-1997 dziewięciokrotnie wystąpił w reprezentacji.
Po zakończeniu kariery piłkarskiej był trenerem rezerw Újpestu oraz Salgótarjáni BTC. Pełnił również funkcję asystenta trenera w klubach Mezőkövesd SE i BFC Siófok.

## Statystyki ligowe
| Sezon         | Klub          | Liga  | Mecze | Gole |
| ------------- | ------------- | ----- | ----- | ---- |
| 1987/1988     | Újpesti Dózsa | NB I  | 8     | 0    |
| 1988/1989     | Újpesti Dózsa | NB I  | 18    | 0    |
| 1989/1990     | Újpesti Dózsa | NB I  | 28    | 0    |
| 1990/1991     | Újpesti Dózsa | NB I  | 29    | 4    |
| 1991/1992     | Újpesti TE    | NB I  | 28    | 2    |
| 1992/1993     | Újpesti TE    | NB I  | 30    | 2    |
| 1993/1994     | Újpesti TE    | NB I  | 30    | 5    |
| 1994/1995     | Újpesti TE    | NB I  | 29    | 2    |
| 1995/1996     | Újpesti TE    | NB I  | 30    | 2    |
| 1996/1997     | Újpesti TE    | NB I  | 33    | 1    |
| 1997/1998     | Újpesti TE    | NB I  | 31    | 1    |
| 1998/1999     | Újpest FC     | NB I  | 29    | 0    |
| 1999/2000     | Újpest FC     | NB I  | 28    | 0    |
| 2000/2001     | Újpest FC     | NB I  | 2     | 0    |
| 2001/2002 (j) | Videoton FC   | NB I  | 18    | 0    |
| 2001/2002 (w) | Újpest FC     | NB I  | 3     | 0    |
| 2002/2003     | Újpest Fót FC | NB II | 29    | 0    |